# Pseudochariesthes erlangeri
Pseudochariesthes erlangeri là một loài bọ cánh cứng trong họ Cerambycidae.